# 绒序楼梯草
绒序楼梯草（学名：Elatostema eriocephalum）为荨麻科楼梯草属的植物，是中国的特有植物。分布在中国大陆的西藏等地，生长于海拔750米至900米的地区，常生长在山谷常绿阔叶林中，目前尚未由人工引种栽培。